# أحمد أباظة
أحمد أباظة (28 أكتوبر 1914 - 14 مارس 1985) هو ممثل مصري.

## حياته ونشأته
اسمه بالكامل أحمد سليمان مهدى أباظة ولد في 28 أكتوبر 1914 بمركز منيا القمح محافظة الشرقية لعائلة الأباظية وتعلم بمدارس الشرقية، ثم حصل على بكالوريوس زراعة.

## تاريخه الفني
بدأ الفنان أحمد أباظة مسيرته الفنية عن طريق الإذاعة حيث اكتشفه المخرج الإذاعي عثمان أباظة الذي رشحه إلى التلفزيون، وفي عام 1957 التحق بمعهد الفنون المسرحية وظل متنوعًا في أدواره بين السينما والدراما والمسرح.
عمل في المسرح في بداية حياته كممثل للأدوار الثانية، قدم عدة أدوار متنوعة مثل: الأخرس في «بهية»، وحارس العمارة في «الخوف»، ومن مسرحياته «البغل في الإبريق»، «يحيا الوفد»، «ياسين وبهية» عن مسرحية الكاتب الكبير نجيب سرور.
قدم للسينما أفلام شهيرة منها "عاصفة في الربيع ، الهوا مالوش دوا، انتصار الإسلام، مغامرات إسماعيل ياسين، صراع في الوادي، درب المهابيل، باب الحديد وجميلة بوحريد  ليوسف شاهين، قلوب العذارى، نداء العشاق، بهية ، غصن الزيتون، بنت الحتة ، الرسالة ، الشيماء 
وساهم في الأعمال الدرامية حيث قام بالتمثيل في مسلسل الحواجز الزجاجية وقد كانت آخر أعماله الفنية فيلم «مسافر بلا طريق» وفيلم "424" وفيلم «الإنسان يعيش مرة واحدة» وكانوا في عام 1981.
جمعته صداقة قوية بالفنان رشدي أباظة، حسب تصريحات صحفية لنجل أحمد. رفض أن يزور رشدي في المستشفى لأنه لم يقو على رؤيته في مرضه، وأصابه مرض السكر والضغط، وفي أحد الأيام ارتفع ضغط الدم، فادي لإنفجار أحد الشرايين، دخل في غيبوبة، وتوفي في 14 مارس عام 1985.

## أشهر أعماله السينمائية
- «الإنسان يعيش مرة واحدة» 1981  للمخرج سيمون صالح.[19][20]
- «مسافر بلا طريق» 1978 للمخرج علي عبد الخالق.
- «شفيقة ومتولي» 1978 للمخرج علي بدرخان.[21][22]
- «كلهم في النار» 1978 للمخرج أحمد السبعاوي.[23]
- «باب الحديد» 1958 للمخرج يوسف شاهين.[24][25]

## أبرز أعماله التلفزيونية
- «قبل الضياع» مسلسل عام 1984 للمخرج كمال الشامي.[26]
- «البركان» مسلسل عام 1984 للمخرج نور الدمرداش.[27]
- «أفواه وأرانب» مسلسل عام 1978 للمخرج حسين كمال.[28]
- «العملاق» مسلسل عام 1979 للمخرج يحيى العلمي.[29]
- «اللسان المر» مسلسل عام 1976 للمخرج علوية زكي.[30]

## أهم المسرحيات
- «التعلب فات» مسرحية عام 1970 للمخرج فايز حلاوة.[31]
- «بنت الهوى» مسرحية عام 1969 للمخرج يوسف وهبي.[32]
- «زواج عصري» مسرحية عام 1958 للمخرج عباس يونس.[33][34]

## وصلات خارجية
- أحمد أباظة على موقع السينما
- أحمد أباظة على موقع دهليز
- أحمد أباظة على موقع IMDB
- أحمد أباظة على موقع كاروهات